# Martin Wolff (Komponist)
Martin Wolff († vor dem 6. März 1502) war ein deutscher Komponist und Kleriker der Renaissance.

## Leben und Wirken
Über Geburtsdatum und -ort sowie über den Sterbeort von Martin Wolff sind keine Informationen überliefert, ebenso wenig über Details zum Verlauf seines Lebens. Es ist in den Patronatspfründen der Pfalz, die etwa auf das Jahr 1495 datiert sind, ein Kleriker mit dem Namen Martin Wolff aufgeführt, der mit großer Wahrscheinlichkeit mit dem Komponisten identisch ist. Die genannte Pfründe wurde am 6. März 1502 neu vergeben, deshalb ist davon auszugehen, dass Wolff kurz zuvor verstorben ist. Dass die genannte Pfründe auf Kurfürst Philipp den Aufrichtigen von der Pfalz (Regierungszeit 1476–1508) zurückgeht, sowie auch die Herkunft und Überlieferung des Gesamtwerks von Martin Wolff deuten darauf hin, dass der Komponist ein Mitglied der Heidelberger Kantorei war. Seine Identität ergibt sich auch aus elf vierstimmigen Liedern, die in der Sammlung Frische Teutsche Liedlein (1539) von Georg Forster enthalten sind, aber auch aus der Psalm-Motette Conserva me Domine.

## Bedeutung
Die vierstimmigen Cantus-firmus-Sätze von Martin Wolff befinden sich nicht nur in der genannten Sammlung von Georg Forster, sondern auch in Peter Schöffers Liederbuch (Mainz 1513) sowie in der Sammlung Gassenhawer und Reutterliedlin von Christian Egenolff (Frankfurt am Main 1535) und in weiteren Handschriften. Einige davon wurden in der Folgezeit mehrfach instrumental bearbeitet; es gibt sogar eine von Hans Rumpolt gefertigte Spielkarte, auf deren Rückseitre eines dieser Lieder mit Hilfe eines Holzschnitts abgebildet ist.
Nur eines dieser vierstimmigen Stücke, »Ach Unfall groß«, ist fast durchgehend imitativ durchkomponiert; bei den anderen Liedern sind Imitationen bzw. Imitations-Paare nur am Anfang anzutreffen, beispielsweise in »Geh, wie es wöll« oder »Freundliche Zier«. Die Stimmen beginnen in den meisten Stücken gleichzeitig, beispielsweise in »Glück mit der Zeit« oder »Vergebens ist all Müeh und Kost«. Der musikalische Satz ist von dichtem Gefüge und frei polyphon, wobei es zwischen den einzelnen Stimmen kaum motivische Beziehungen gibt. Die einzige überlieferte Motette Wolffs, Conserva me Domine, existiert in mehreren Handschriften. Dieses Werk orientiert sich stark an der Text-Deklamation; hier wechseln sich Imitationspaare und homophone Abschnitte ab. Am Schluss erklingen die drei Oberstimmen in Stretta über eine Reihe von wiederholten Noten im Bass.

## Werke
- Geistliche Werke
  - »Conserva me Domine« (2. Teil: »Dominus pars haereditatis meae«), Motette zu vier Stimmen. In: Tonus primus psalmorum selectorum. bei Petreius, Nürnberg 1538.
- Weltliche Werke (alle zu vier Stimmen. In: Georg Forster: Ein Auszug guter alter und newer teutscher Liedlein. Nürnberg 1539)
  - »Ach Unfall groß«
  - »Ach Unfalls Neid«
  - »Freundliche Zier«
  - »Geh, wie es wöll«
  - »Glück mit der Zeit«
  - »Ich beut dir da«
  - »Nit lang an einem Danz«
  - »So wünsch ich ihr ein gute Nacht«
  - »Unfall will jetztund haben Recht«
  - »Vergebens ist all Müeh und Kost«
  - »Viel Haß und Neid«